# Billiger Jakob
Als Billiger Jakob wird in der Umgangssprache ein Händler oder Laden bezeichnet, der ein Billigsortiment von minderer Produktqualität meist auf Märkten zu Niedrigpreisen anbietet.

## Etymologie
Der Name Jakob bezieht sich auf den heiligen Jakobus, dessen Gedenktag der 25. Juli ist. Um diesen Tag herum fanden vielerorts Jakobs- oder Jacobimärkte statt, die sich etwa in Remagen, Neugersdorf und Medelsheim bis heute unter diesem Namen gehalten haben. Auch die Marktschreier, „billige Jakobs und andere Entertainer an der Verkaufsfront“ gehören in diese Gruppe.

## Englische Sprache
Im Englischen bezeichnet man mit dem entsprechenden englischen Ausdruck cheapjack, aber auch ganz allgemein Straßenhändler oder Hausierer, auch wenn der dort geläufigere Ausdruck peddler ist. 